# Vilém z Boulogne
Vilém z Boulogne (francouzsky Guillaume de Boulogne, 1135? – 11. října 1159 Toulouse) byl hrabě z Boulogne, Mortain a Surrey.

## Život
Narodil se jako nejmladší syn Štěpána z Blois a Matyldy z Boulogne. Hrabě Štěpán strávil mládí na anglickém dvoře svého strýce krále Jindřicha I. a po jeho smrti roku 1135 popřel nárok jeho dcery, své sestřenice Matyldy a nechal se za podpory části anglické šlechty korunovat králem. Vilémův starší bratr Eustach se měl stát příštím králem.
Roku 1153 Eustach náhle zemřel a Vilém po něm zdědil hrabství Boulogne. Král Štěpán Vilémovi korunu nedal, dokončil jednání se svou sestřenicí Matyldou a v osobě Matyldina syna Jindřicha dohodl nástup dynastie Plantagenetů na anglický trůn. Nový král Jindřich potvrdil Viléma jako vlastníka hrabství Surrey, které získal výhodným sňatkem s dědičkou. Údajně pro podezření z účasti na spiknutí Vilém z Anglie utekl a vrátil se do Francie, kde roku 1159 bez potomstva zemřel.
| Předchůdce: Eustach IV. |  | Hrabě z Boulogne 1153 – 1159 |  | Nástupce: Marie a Matěj Alsaský |